# Cicindela maroccana
Cicindela maroccana, conhecido por ser um dos escaravelhos-tigre, é uma espécie de insetos coleópteros pertencente à família Carabidae.
A autoridade científica da espécie é Fabricius, tendo sido descrita no ano de 1801.
Trata-se de uma espécie presente no território português.
Como todos os escaravelhos-tigre são vorazes predadores, conhecidos por serem muito rápidos na perseguição das suas presas: insectos e outros invertebrados.
São típicos de zonas arenosas, encontrando-se muitas vezes no litoral.